# Opel Grandland X
La Opel Grandland (nel Regno Unito Vauxhall Grandland) è un'autovettura di tipo crossover SUV prodotta dalla casa automobilistica tedesca Opel a partire dal 2017. Inizialmente conosciuta come Grandland X, con il restyling del modello di prima generazione, è stata eliminata la sigla X dal nome. La seconda generazione del modello è stata lanciata nell’aprile 2024.

## Prima generazione (dal 2017 al 2024)

### Storia
Lo sviluppo della Grandland X parte nel 2013; la General Motors all’epoca proprietaria del marchio Opel, conferma l’alleanza col gruppo PSA per la produzione di una gamma di veicoli su piattaforme e motorizzazioni francesi destinati ad essere venduti nel continente europeo. Nello specifico viene approvato un nuovo SUV di segmento C che potesse sfruttare le stesse componenti dell’erede del Peugeot 3008 in modo da ridurre i costi produttivi. La progettazione avviene tra Russelsheim e Parigi tra i centri ricerca sia della Opel che della PSA.
Nel 2016 viene presentata la seconda generazione della Peugeot 3008 e l’anno successivo tocca alla SUV della Opel ribattezzata Grandland X che va a sostituire la vecchia Opel Antara (che era stata progettata con GM Daewoo). Il nome Grandland venne scelto per sottolineare il posizionamento all’interno della gamma Opel più in alto rispetto all’altra vettura sviluppata con PSA ovvero la Crossland X; allo stesso tempo la X nelle denominazioni identificava tutti i modelli di SUV e Crossover venduti dalla Opel.
La Grandland X viene svelata al Salone di Francoforte nel settembre 2017 e nonostante la parentela con la Peugeot 3008 possiede un design sia degli esterni che degli interni specifico con tutta la parte elettronica (comprensiva di sistema di infotainment e sistemi di sicurezza) di origine General Motors.
La produzione parte nel fine 2017 presso lo stabilimento PSA di Sochaux in Francia, ma nella metà del 2019 viene trasferita nello stabilimento Opel di Eisenach in Germania.
Per il mercato africano la vettura viene assemblata da metà 2018 in Namibia nello stabilimento di Walvis Bay realizzato tramite un accordo tra PSA e Namibia Development Corporation. Le vetture vengono assemblate in complete knock down con componenti spediti dall’Europa.

### Meccanica

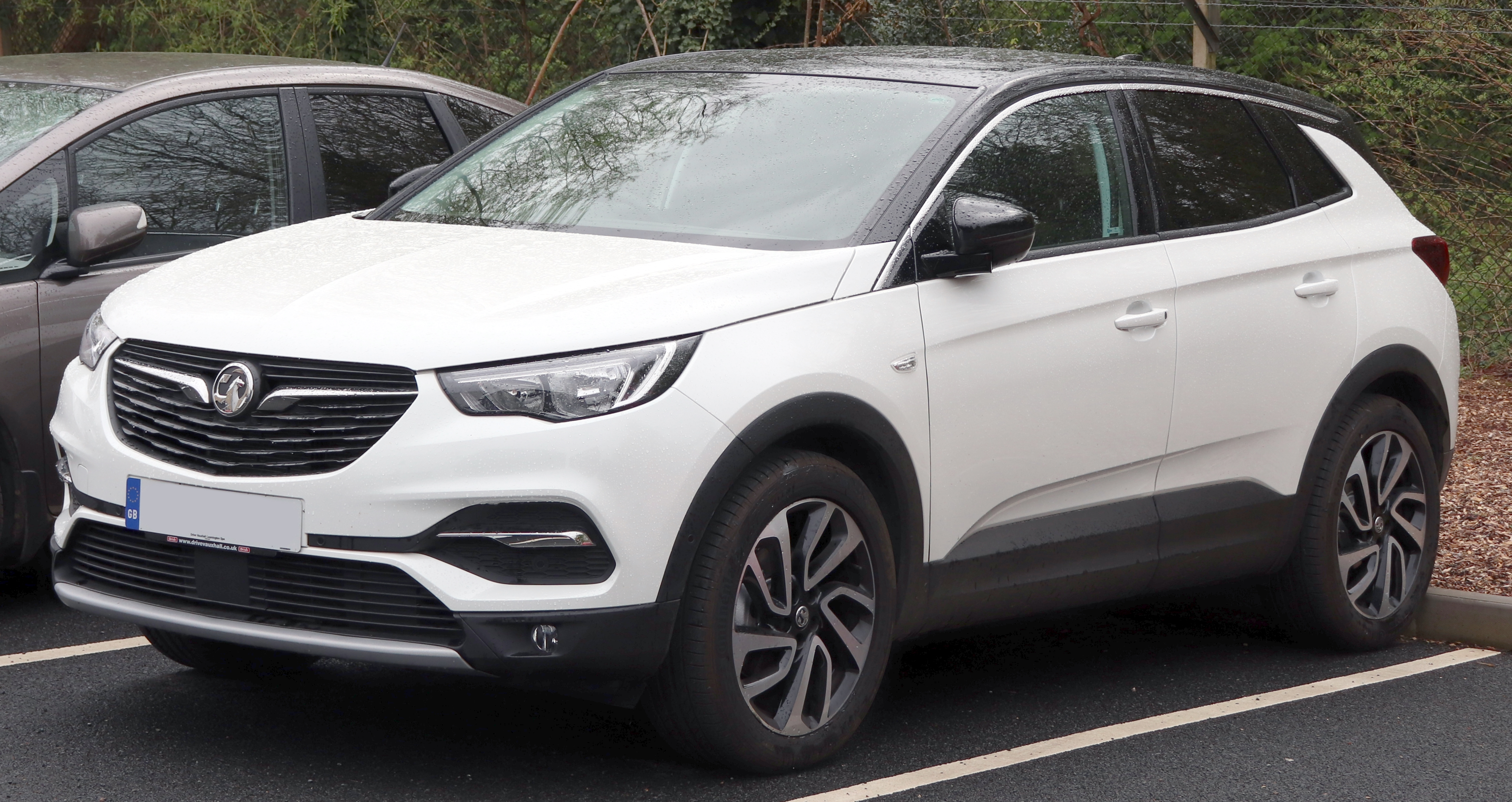
La versione a marchio Vauxhall per il Regno Unito.

Il telaio di base è la nuova piattaforma modulare realizzata da PSA denominata EMP2, una struttura debuttata con la Citroën C4 Picasso di seconda generazione e adottata anche dalla Peugeot 3008, parente stretta della GrandLand X. La trazione è anteriore con motore anteriore in posizione trasversale. Il passo è di 2,675 metri. Le sospensioni anteriori possiedono una geometria a ruote indipendenti di tipo MacPherson con barra stabilizzatrice mentre le posteriori sono di tipo semi indipendente a ruote interconnesse con ponte torcente e barra stabilizzatrice.
Sui modelli di punta sono disponibili le sospensioni a controllo elettronico FlexRide con tre set-up di guida e il controllo elettronico della trazione IntelliGrip che consente di selezionare cinque modalità di guida in base al fondo stradale sfruttando le ruote motrici anteriori: il sistema emula un differenziale adattando la distribuzione della coppia alle ruote anteriori in base alla modalità e permette lo slittamento quando è necessario.
Lo scheletro della carrozzeria è realizzato in acciai alto resistenziali misto ad acciai a deformazione programmata con alcuni elementi in alluminio per contenere il peso della struttura.
Tra i dispositivi di sicurezza debuttano i sistemi di assistenza alla guida con cruise control attivo, riconoscimento pedoni e ostacoli, frenata automatica, mantenimento corsia e distanza di sicurezza, lettore dei segnali stradali e avvisatore in caso di stanchezza.
Nel 2017 viene sottoposta ai crash test Euro NCAP ottenendo il punteggio di 5 stelle.

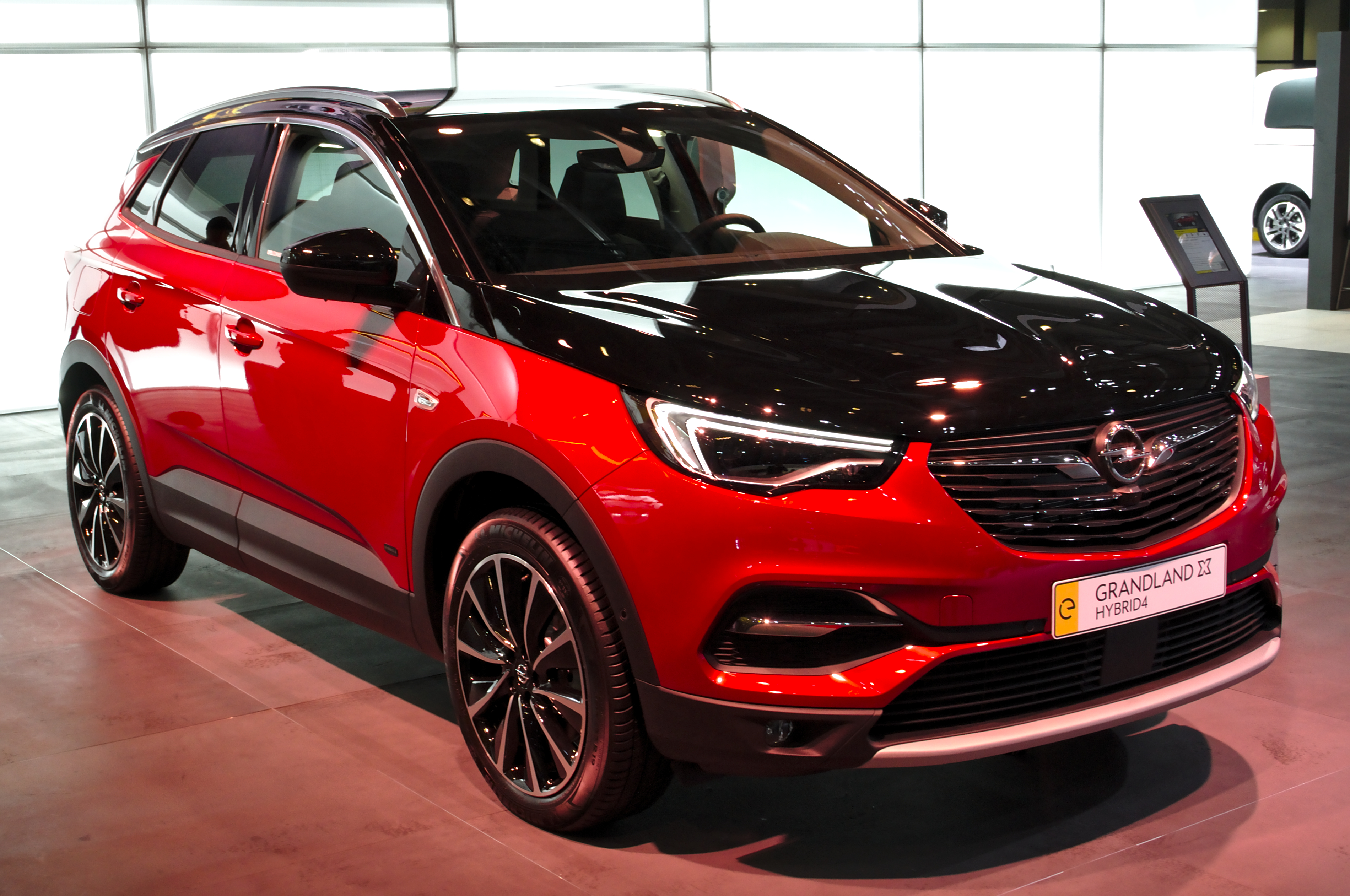
Opel Grandland X Hybrid4

### Evoluzione

#### Hybrid4 (PHEV)

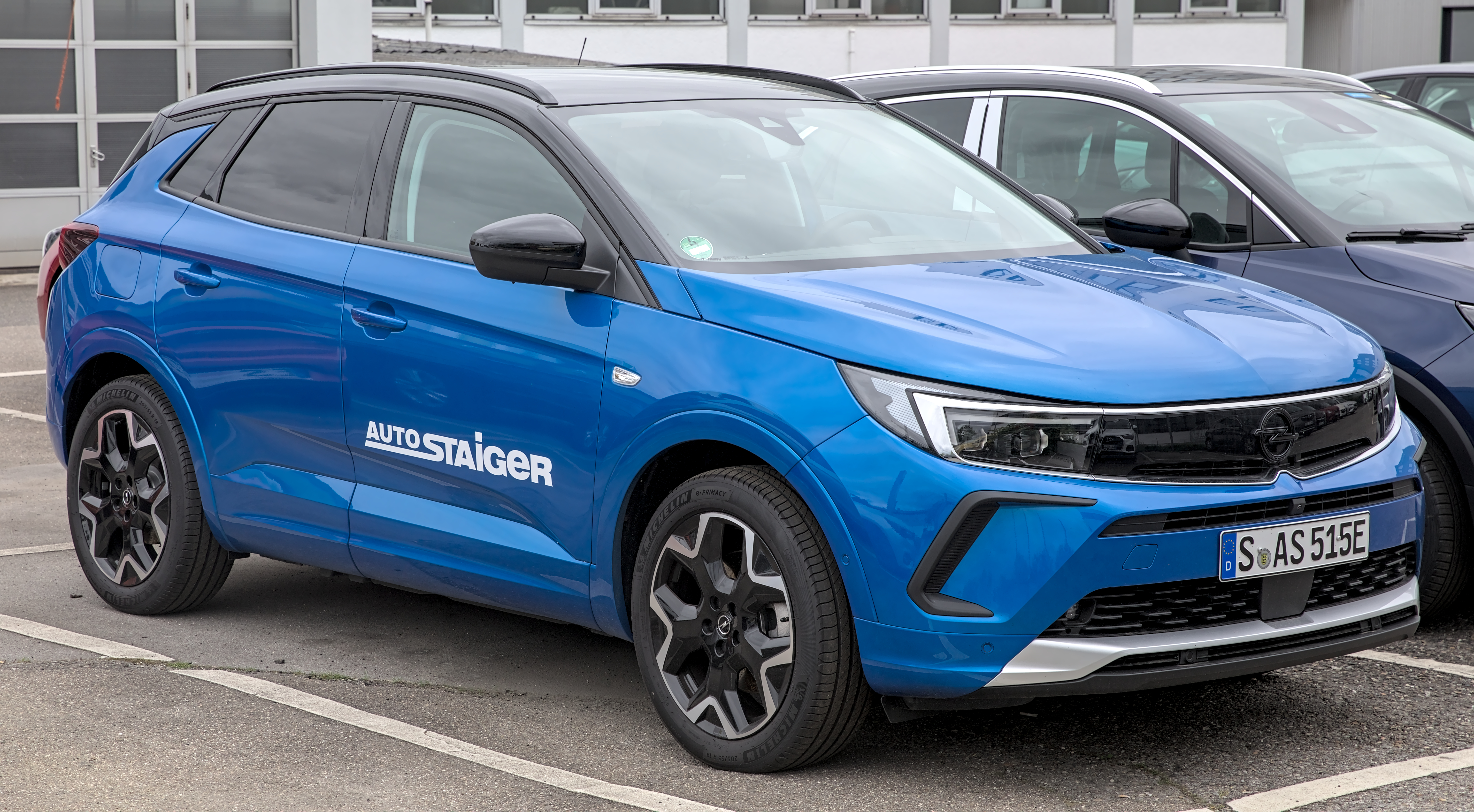
Grandland Restyling

Nel 2017 sotto forma di prototipo viene svelata al salone di Francoforte la versione ibrida PHEV ricaricabile che entra in produzione nel maggio 2019 ribattezzata Grandland X Hybrid4. Questa versione è caratterizzata da un motore benzina 1.6 THP turbo (codice EP6FADTXd) a iniezione diretta di origine PSA erogante 200 cavalli abbinato a due motori elettrici, posizionati sull’asse posteriore ed integrati nel differenziale, eroganti 109 cavalli in grado di trasferire il moto al retrotreno e di rendere la vettura una trazione integrale (da qui il nome Hybrid4) senza nessuna connessione meccanica all’avantreno. La batteria è agli ioni di litio dalla capacità di 13,2 kWh e il cambio è un automatico sequenziale Aisin a 8 rapporti. La potenza totale è di 300 cavalli. 
Lo stesso sistema viene adottato anche dalle versioni PHEV della Peugeot 3008 e Citroen C5 Aircross.
La ricarica avviene tramite la presa fornita di serie da 3,3 kW mentre a pagamento vi è la possibilità di sostituirla con una da 6,6 kW. Tramite una wall box domestica da 7,4 kW la ricarica completa avviene in 1 ora e 50 minuti. La vettura possiede anche la ricarica parziale in frenata e una modalità di guida completamente elettrica in grado di far percorrere 50 km senza l’utilizzo del motore a benzina.

#### Restyling 2021
Opel ha presentato nel giugno 2021 una versione rivista e aggiornata della vettura. Contestualmente al restyling, come per la Opel Crossland, la "X" nella nomenclatura del modello viene eliminata. Il lancio sul mercato, originariamente previsto per ottobre 2021, è stato rinviato all'inizio del 2022 a causa della carenza di semiconduttori. Questo aggiornamento si caratterizza per il nuovo frontale con design "Vizor" ripreso dalla Opel Mokka B. Viene rinnovata anche la gamma motori.
Nell'ottobre 2022 è stata presentata la Grandland GSe, l'allestimento più sportivo disponibile unicamente con la motorizzazione ibrida plug-in più potente.

### Motorizzazioni
La gamma motori al debutto era composta da propulsori tutti di origine PSA sia benzina che diesel: i motori alimentati a benzina sono il 1.2 Turbo tre cilindri (EB2DTS) con iniezione diretta e 12 valvole erogante 130 cavalli ed omologato Euro 6B abbinato ad una trasmissione manuale a 6 rapporti o ad un automatico sequenziale a 6 rapporti Aisin. Dal maggio 2018 il motore viene riomologato Euro 6D-Temp e la versione automatico abbandona il vecchio Aisin 6 marce per adottare il nuovo Aisin a 8 rapporti.
Nel settembre 2018 debutta il benzina top di gamma 1.6 THP quattro cilindri (codice EP6FADTXd) con turbocompressore, iniezione diretta e filtro antiparticolato GPF. Il 1.6 eroga 180 cavalli ed è abbinato ad una trasmissione automatica Aisin a 8 rapporti.
| Modello                   | Motore                                 | Cilindrata (cm³) | Potenza kW (CV) | Coppia max N•m/rpm | Emissioni CO2 (g/km) | 0–100 km/h (secondi) | Velocità max (km/h) | Consumo medio (km/l) | Disponibilità                 |
| 1.2 12V Turbo 130         | 3 cilindri in linea, benzina           | 1199             | 96 kW (130 CV)  | 230/1750           | 117–124              | 11,1                 | 188                 | -                    | dal debutto                   |
| 1.2 12V Turbo 130 6AT     | 3 cilindri in linea, benzina           | 1199             | 96 kW (130 CV)  | 230/1750           | 120–127              | 10,9                 | 188                 | -                    | da ottobre 2017 a luglio 2018 |
| 1.2 12V Turbo 130 8AT     | 3 cilindri in linea, benzina           | 1199             | 96 kW (130 CV)  | 230/1750           | 119–121              | 10,4                 | 196                 | -                    | da aprile 2018                |
| 1.6 16V Turbo 180 8AT     | 4 cilindri in linea, benzina           | 1598             | 133 kW (180 CV) | 250/1750           | 130–132              | 8,0                  | 222                 | -                    | da luglio 2018                |
| 1.6 16V Turbo Hybrid4 8AT | 4 cilindri in linea, benzina/elettrico | 1598             | 224 kW (300 CV) | 450/-              | 49                   | -                    | -                   | 45,5                 | dal 2019                      |
| 1.6 Ecotec D 16V 120      | 4 cilindri in linea, Diesel            | 1560             | 88 kW (120 CV)  | 300/1750           | 104–111              | 11,8                 | 189                 | -                    | da ottobre 2017 a aprile 2018 |
| 1.6 Ecotec D 16V 120 6AT  | 4 cilindri in linea, Diesel            | 1560             | 88 kW (120 CV)  | 300/1750           | 112–118              | 12,3                 | 185                 | -                    | da ottobre 2017 a aprile 2018 |
| 1.5 Ecotec D 16V 100      | 4 cilindri in linea, Diesel            | 1499             | 74 kW (100 CV)  | 250/1750           | 107–111              | 13,2                 | 178                 | -                    | da aprile 2018                |
| 1.5 Ecotec D 16V 120      | 4 cilindri in linea, Diesel            | 1499             | 96 kW (130 CV)  | 300/1750           | 108–110              | 10,9–11,3            | 192–195             | -                    | da aprile 2018                |
| 1.5 Ecotec D 16V 120 8AT  | 4 cilindri in linea, Diesel            | 1499             | 96 kW (130 CV)  | 300/1750           | 108–109              | 12,3                 | 192                 | -                    | da aprile 2018                |
| 2.0 Ecotec D 16V 180 8AT  | 4 cilindri in linea, Diesel            | 1997             | 130 kW (177 CV) | 400/2000           | 126-128              | 9,1-9,5              | 211-214             | -                    | dal debutto                   |

## Seconda generazione (dal 2024)

### Storia
La seconda generazione dell’Opel Grandland viene presentata ufficialmente nell’aprile 2024, segnando una svolta progettuale per il marchio tedesco. È il primo SUV Opel a essere sviluppato sul pianale STLA Medium del gruppo Stellantis, pensata per ospitare diversi tipi di alimentazione, inclusi sistemi ibridi ed elettrici puri. Con questo modello, Opel abbandona definitivamente la denominazione "Grandland X" e adotta un design più moderno, ispirato alla concept car Opel Experimental.
Il design esterno introduce elementi innovativi come il nuovo frontale “3D Vizor”, integrato con il logo illuminato e i fari Intelli-Lux Pixel Matrix HD, ciascuno dotato di oltre 50.000 elementi luminosi. La parte posteriore è caratterizzata da una firma luminosa orizzontale e dalla scritta Opel retroilluminata, una novità per la casa automobilistica. Le dimensioni risultano sensibilmente aumentate rispetto alla generazione precedente: la lunghezza raggiunge i 4,65 metri, la larghezza 1,905 metri e l’altezza 1,66 metri, con un passo di 2,784 metri, offrendo così maggiore abitabilità e un bagagliaio ampliabile fino a 1.641 litri.
L’abitacolo propone un ambiente tecnologicamente avanzato ed ergonomico, con materiali sostenibili (100% riciclati per i rivestimenti), un display centrale touch da 16 pollici, strumentazione digitale, head-up display Intelli-HUD e sedili Intelli-Seat certificati AGR, dotati di funzione massaggio e ventilazione. Tra le novità funzionali si segnala il Pixel Box, uno spazio traslucido per la ricarica wireless degli smartphone e numerosi vani portaoggetti per un totale di oltre 35 litri.
Nel 2024, l’auto riceve il riconoscimento internazionale “Volante d’Oro”.

### Motorizzazioni

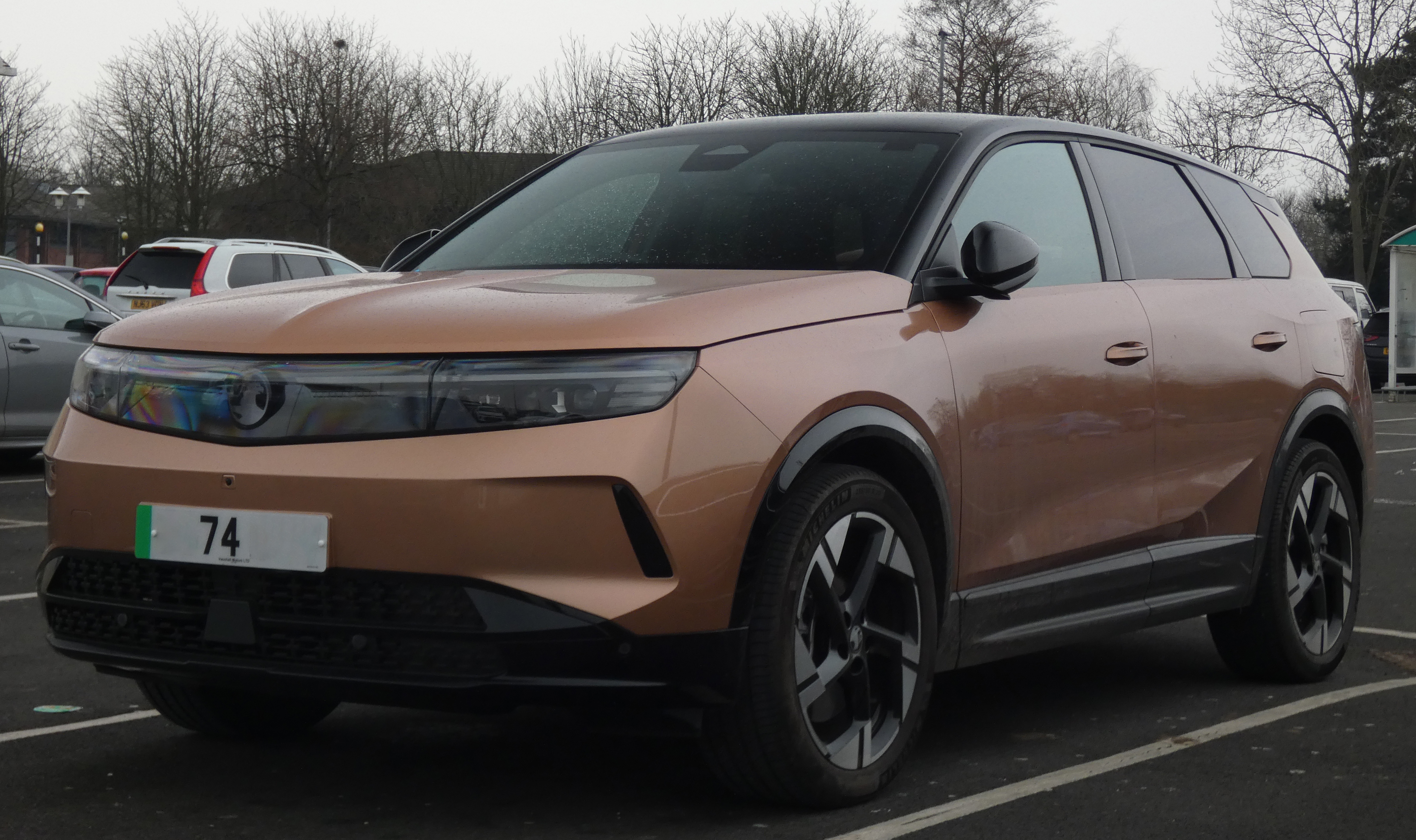
La versione a marchio Vauxhall per il Regno Unito.

La gamma di motorizzazioni è completamente rinnovata ed è articolata in tre principali varianti: mild hybrid, plug-in hybrid (PHEV) e 100% elettrica (BEV).
La versione mild hybrid adotta un motore a benzina da 1.2 litri turbo a tre cilindri da 136 CV, abbinato a un sistema elettrico a 48 V con un motore elettrico integrato da 28 CV. La PHEV combina un motore a benzina da 150 CV con un motore elettrico da 125 CV, offrendo una potenza combinata di circa 195 CV e un’autonomia in modalità elettrica fino a 87 km secondo il ciclo WLTP. Le versioni elettriche si basano su batterie da 73 kWh a 98 kWh, con autonomie dichiarate fino a 700 km WLTP. È disponibile anche una variante a doppio motore elettrico con trazione integrale e una potenza complessiva di circa 320 CV.
Tutte le motorizzazioni sono integrate con sistemi di recupero energetico e modalità di guida selettive, contribuendo a migliorare l’efficienza complessiva del veicolo.